# 韓国の新聞社一覧
韓国の新聞社一覧（かんこくのしんぶんしゃいちらん）
以下にあげるのは大韓民国で発行される主な新聞社の一覧である。

## 全国紙
- 朝鮮日報
- 東亜日報
- 中央日報
- 韓国日報
- 国民日報
- 文化日報
- 世界日報
- ソウル新聞
- 京郷新聞
- ハンギョレ
- アジアトゥデイ
- 天地日報

## 経済紙
- 毎日経済新聞 - 1966年創刊
- 韓国経済新聞（朝鮮語版） - 1964年創刊（発行元：韓国日報）
- ソウル経済新聞（朝鮮語版） - 1960年創刊、1988年復刊
- ヘラルド経済 - 1973年創刊（創刊当時は「内外経済新聞」、2003年に題名を変更）
- アジア経済（朝鮮語版） - 1988年創刊（創刊当時は「第一経済新聞」、2006年題名を変更）
- 金融ニュース - 2000年創刊
- マネートゥデイ - 2000年創刊
- デイリー経済 - 2002年創刊
- 亜州経済 - 2007年創刊

## 地方紙

### 仁川・京畿道地方
- 仁川日報（인천일보） - 仁川
- 畿湖日報（기호일보） - 水原
- 京仁日報（경인일보） - 水原
- 京仁毎日（경인매일） - 水原
- 京畿日報 (ko:경기일보)  - 水原
- 京畿新聞（경기신문） - 水原

### 江原道地方
- 江原日報 (ko:강원일보)  - 春川
- 江原道民日報（강원도민일보） - 春川

### 大田・世宗・忠清道地方
- 忠清日報（충청일보） - 清州
- 忠清トゥデイ（충청투데이）- 大田（旧称「大田毎日」）
- 忠清毎日（충청매일） - 清州
- 中都日報（중도일보） - 大田
- 中部毎日（중부매일） - 清州
- 大田日報 (ko:대전일보)  - 大田
- 東洋日報（동양일보） - 清州

### 釜山・大邱・蔚山・慶尚道地方
- 慶南新聞 - 昌原
- 慶南日報 (ko:경남일보)  - 晋州
- 慶南道民日報 (ko:경남도민일보)  - 馬山
- 慶北毎日新聞 - 浦項
- 慶尚日報 (ko:경상일보)  - 蔚山
- 国際新聞 (ko:국제신문)  - 釜山
- 大邱日報（대구일보） - 大邱
- 大邱新聞 (ko:대구신문)  - 大邱
- 釜山日報（부산일보） - 釜山（西日本新聞と交換記者制度有）
- 毎日新聞 - 大邱
- 嶺南日報 (ko:영남일보)  - 大邱

### 光州・全羅道地方
- 光州日報 (ko:광주일보)  - 光州
- 光州タイムス（광주타임스） - 光州
- 光州毎日新聞（광주매일신문） - 光州
- 全州日報（전주일보） - 全州
- 全南日報 - 光州
- 全北日報 - 全州
- 全北中央新聞 (ko:전북중앙신문)  - 全州
- 全北道民日報（전북도민일보） - 全州
- 湖南新聞（호남신문） - 光州
- 無等日報（무등일보） - 光州

### 済州道地方
- 済州日報
- 済民日報（제민일보）
- 漢拏日報（한라일보）
- 済州毎日（제주매일）

## 英字紙
- コリア・ヘラルド（w:Korea Herald）
- コリア・タイムス（発行元：韓国日報）
- 中央デイリー（中央日報）

## スポーツ紙
- スポーツ朝鮮（発行元：朝鮮日報）
- スポーツ韓国（韓国日報）
- 日刊スポーツ (韓国)（中央日報）
- スポーツソウル（ソウル新聞）
- スポーツ京郷（京郷新聞）
- スポーツ東亜（東亜日報）
- スポーツワールド（世界日報）

## オンライン専門紙
- オーマイニュース
- プレシアン

## 業界専門紙
- 教授新聞
- メディアトゥディ
- 韓国メディア・総合サイト

## 休廃刊となった新聞
- 漢城旬報 (1883年 - 1884年)
- 独立新聞 (1896年 - 1899年)
- 皇城新聞 (1898年 - 1910年)
- 京城日報 (1905年 - 1945年)
- 朝鮮中央日報 (1924年 - 1939年)
- 民族日報 (1961年2月 - 1961年5月)
- 新亜日報 (1965年 - 1980年)
- グッドディ (韓国のスポーツ紙)(1999年創刊、2006年電子版に移行)
- スポーツトゥディ (韓国) (2001年 - 2006年)

### フリーペーパー
- フォーカス新聞 (2003年 - 2014年)
- AM7 (2003年 - 2013年)
- デイリーズーム (2004年 - 2009年)
- デイリーノーカットニュース (2006年 - 2014年)
- シティ新聞 (2007年 - 2013年)
- イブニング (2008年 - 2011年)